# Zamenjani pomen
V pesniškem jeziku je raba besed v zamenjanem pomenu zelo pogostna in se navadno uporablja kot pripomoček pri poudarku določenih lastnosti. Te besedne kombinacije spadajo med trope, ki zavzemajo tudi rabo besed v prenesenem pomenu. Pri zamenjavi pomena so najbolj v rabi preimenovanje (metonimija), sovzprejetje (sinekdoha), zamenjava imena (antonomazija) in simbol (znamenje).

## Preimenovanje
Preimenovanje ali metonimija (grš. metonimia = zamenjava imena) je način pesniškega izražanja, pri katerem avtor zamenja predmete ali pojme, ki imajo kako pomensko sorodnost. Tako se dajo na primer zamenjati:
- lastnik z lastnino: Janezovi so pogoreli ne pomeni, da so pogoreli Janezovi sorodniki, pač pa njihova hiša. Trgovec je propadel ne pomeni, da je propadel človek, pač pa njegovo podjetje.
- kraj s prebivalci: Mesto je praznovalo dan zmage – praznovali so seveda meščani. Ves svet jo je sovražil – vsi ljudje na svetu.
- snov z izdelkom: Plačal ga je s srebrom – srebrniki. Trdi les ga je oplazil – palica, gorjača. Oblečena v samo svilo – svilene obleke.
- orodje z izdelkom: Kruh si je služila s šivanko – s šiviljsko obrtjo. Njegovo pero je osramotilo nasprotnika – njegovi spisi.
- sredstvo z uporabnikom sredstva: Fant je dober čopič – dober slikar. Fant je dober cepec – dober mlatec (mlatilec, mlatič). Turške sablje so jih pokosile – turški vojaki.
- avtor z delom: Všeč mi je Cankar – Cankarjevi spisi. Kupil si je Picassa – Picassovo sliko.
- posoda z vsebino: Še en kozarec popijem – vsebino enega kozarca. Dve steklenici sta premalo za deset ljudi – vsebina dveh steklenic.
- posledica z vzrokom: Z žulji si služi kruh – z delom, ki mu povzroča žulje. Dekle je zardelo – kot posledica sramote.
- obdobje z dogajanjem: Ti dve leti sta ga spremenili – kar se mu je v tej dobi pripetilo. December ji je poslabšal bolezen – težave, ki so nastopile v decembru.
- simbol s predmetom, ki ga predstavlja: Žena nosi hlače – gospodari. Večkrat je simbol razširjen na celotno delo; tako na primer Cankarjeva dolina šentflorjanska predstavlja bolečo stran domovine.

## Sovzprejetje
Sinekdoha (gr. synekdokhé, »sovzprejetje«) je močno podobna metonimiji in prav tako spada v metaforiko v širšem pomenu besede. Gre za prenos pomena z ene besede na drugo in zamenjavo enega pojma z drugim. To se pri sinekdohi dogaja tako, da morata biti oba pojava med sabo v številčnem in kolikostnem razmerju. V tem primeru lahko pojem nadomesti drugega. Tako lahko zamenjamo množinsko obliko besede z njeno ednino - na primer v sinekdohi "Slovenec že mori Slovenca brata", kjer je bralcu očitno, da gre za Slovence nasploh, ne le za enega Slovenca. Zamenjamo lahko tudi del s celoto: "Ni imela več strehe nad glavo" – svoje hiše; ali pa določeno število z nedoločenim: "Stokrat sem mu to ponovil" – velikokrat. 
Podobno kot metonimija je tudi sinekdoha močno racionalno stilno sredstvo.

## Zamenjava imena
Zamenjava imena ali antonomazija (grš. antonomadzo = drugače imenujem) zamenjuje občna imena z lastnimi in obratno, in to v raznih kombinacijah:
- lastno ime z občnim imenom: Za himno je bila sprejeta pesnikova poezija – Prešernova.
- občno ime z lastnim imenom slavne osebe: Radi poslušamo tega paganinija – tako nadarjenega vijolinista, da spominja na Paganinija.
- lastno ime slavne osebe s prebivalcem kraja, kjer je ta oseba živela. Nelson je premagal Korzičana – Napoleona.
- pomen nekega kraja z njegovim imenom: Ko je stopil iz hiše, se je znašel v Sibiriji – v skrajnem mrazu.

## Simbol
Danes govorimo predvsem o verskih, državnih in drugih simbolih, pri čemer mislimo na otipljive predmete ali likovna znamenja (križ, polmesec, srp in kladivo, zastava …), ki označujejo vrsto vere, državo, nazorsko in politično pripadnost ipd. Skratka mnogo bolj abstraktne, manj otipljive reči od simbolov samih. Vsaka beseda je že sama po sebi simbol – znak za to ali ono stvar. 
Pomeni, ki jih ima simbol v sodobnih umetnostnih vedah, so zelo različni. Tako pomeni v umetnostni vedi nekaj drugega kot v literarni, pa tudi tu razumejo različni teoretiki pod simbolom pogosto vsak kaj drugega. K temu je treba dodati še dejstvo, da ima beseda simbol tudi v jezikoslovju in semiotiki, kjer se prav tako pogosto uporablja, lahko najrazličnejše pomene. V semiotiki simbol predstavlja tip znaka, ki je z referentom (predstavljenim predmetom) povezan le dogovorno, arbitrarno. Tak je npr. jezikovni znak. 
V literarni vedi je simbol znamenje, smiselna podoba, pomembno sredstvo pesniškega ustvarjanja; stvar, ki kaže na višji smisel, brez da bi s tem izgubila stvarno funkcijo in pomen. Simbol torej pripada dvema ravnema: v nasprotju z metaforo (kjer je razmerje med podobo in pomenom samo začasno) ohranja to razmerje kot stalno, v nasprotju z alegorijo ne konstruira podobe zaradi pomena, oboje je v ravnotežju. Primer simboličnega oblikovanja je lik lepe Vide v Cankarjevi drami, ki ohranja svojo vlogo v realnem (zunanjem) dogajanju, hkrati pa osmišlja idejo hrepenenja. 
Janko Kos je v delu  Literarna teorija simbol (gr. "symbolon", kar je prvotno pomenilo razpoznavni znak ali predmet) opredelil kot literarnomorfološki pojem, ki je v najtesnejši zvezi z motivi in temami v literarnem delu.  Je sestavni del vsebine, ne pa morda zunanje forme in v tej zunanjega stila, kot se dá trditi za metaforo. Simbol ali znamenje je torej oznaka za posebno tvorbo ali razmerje, ki se pojavlja znotraj vsebine, to pa v tesni zvezi z motivom in temo. Najprej je motiv, tj. predmet, konkreten pojav ali celo dogodek; s tem se simboli postavljajo v isto vrsto z drugimi motivi. Njihova posebnost je ta, da niso samo to, za kar se kažejo, da niso navadni motivi, ampak imajo globlji "pomen" ali "smisel". V literarnem delu prihaja motivu "smisel" praviloma iz teme, to pomeni, da šele tema iz motiva ustvari simbol. Tako je simbol tisti motiv, ki je s temo povezan na posebno nujen način, ne samo naključno ali poljubno, obenem pa tako, da tema, ki se skriva za takšnim motivom, ni čisto idejno-racionalna, temveč pretežno efektivno-emocionalna. Vsi simboli niso enaki, eni so bolj racionalni, drugi manj, a za simbol je nujno, da zveza motiva in teme ni popolnoma jasna, zato je samo napol razložljiva.